# Dragan Perić
Dragan Perić (en cyrillique : Драган Перић ; né le 8 mai 1964 à Živinice[Laquelle ?] en ex-Yougoslavie) est un athlète serbe, parfois crédité de la nationalité bosnienne, spécialiste du lancer du poids et du lancer du disque dont il détient les records nationaux. Il mesure 1,86 m pour environ 107 kg.

## Biographie

### Palmarès
| Date | Compétition                    | Lieu      | Résultat | Épreuve |
| ---- | ------------------------------ | --------- | -------- | ------- |
| 1991 | Championnats du monde          | Tokyo     | 7e       | 19,83 m |
| 1992 | Jeux olympiques d'été          | Barcelone | 7e       | 20,32 m |
| 1993 | Championnats du monde          | Stuttgart | 5e       | 19,95 m |
| 1994 | Championnats d'Europe en salle | Paris     | 2e       | 20,55 m |
| 1994 | Championnats d'Europe          | Helsinki  | 6e       | 19,40 m |
| 1995 | Championnats du monde en salle | Barcelone | 3e       | 20,36 m |
| 1996 | Jeux olympiques d'été          | Atlanta   | 8e       | 20,07 m |
| 1998 | Championnats d'Europe          | Budapest  | 4e       | 20,65 m |
| 1999 | Championnats du monde          | Séville   | 6e       | 20,35 m |
| 2001 | Championnats du monde          | Edmonton  | 5e       | 20,91 m |
| 2007 | Championnats du monde          | Osaka     | —        | DNS     |

### Records
| Épreuve          | Performance | Lieu     | Date       |
| ---------------- | ----------- | -------- | ---------- |
| Lancer du poids  | 21,77 m     | Bar      | Avril 1998 |
| Lancer du disque | 61,94 m     | Belgrade | Mai 1991   |